# Hermann Minkowski
Hermann Minkowski (22 tháng 6 năm 1864 tại Kaunas, Litva - 12 tháng 1 năm 1909, tại Göttingen) là một nhà toán học Đức gốc Litva, người đã phát triển hình học của các số và đã sử dụng phương pháp hình học để giải các bài toán khó trong lý thuyết số, vật lý toán và lý thuyết tương đối.
Hermann Minkowski sinh tại Aleksotas (ngoại ô của Kaunas, Litva) trong một gia đình gốc Đức, Ba Lan và Do Thái. Tại Đức, ông học ở Đại học Berlin và Königsberg, nơi ông nhận học vị tiến sĩ năm 1885 dưới sự hướng dẫn của Ferdinand von Lindemann. Khi còn là sinh viên tại Königsberg, năm 1883 ông đã được nhận giải thưởng Toán học của Viện khoa học Pháp cho các công trình về lý thuyết các dạng toàn phương.
Hermann Minkowski đã dạy tại Đại học Bonn, Göttingen, Königsberg và Zurich. Tại Viện bách khoa liên bang (Federal Polytechnic Institute), nay là ETH Zurich, ông là một trong những thầy giáo của Einstein.